# Bürgerstiftung Duisburg

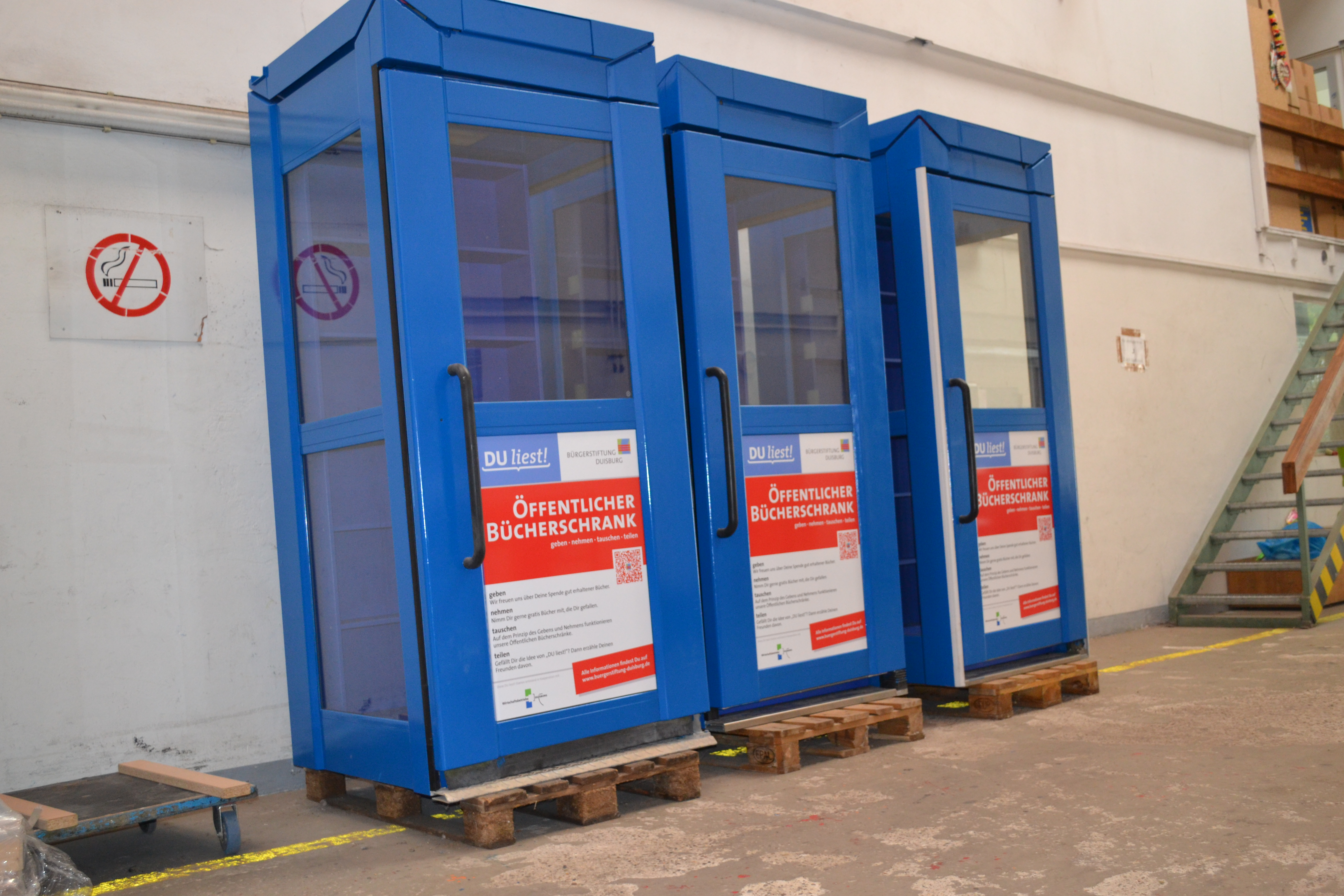
Lesezellen als „Öffentliche Bücherschränke“

Die gemeinnützige Aktiengesellschaft Bürgerstiftung Duisburg wurde 2004 gegründet. Sie initiiert und betreut operativ unter dem Motto „Duisburger für Duisburger Themen“ zahlreiche Projekte in den Bereichen Bildung, Dialog, Gesundheit und Natur. Aufsichtsrat, Vorstand und die Beschlüsse der jährlichen Aktionärshauptversammlung geben den Handlungsrahmen und die Ausrichtung auf aktuelle Bedarfe vor. Rund 300 Ehrenamtliche bringen sich für die Projekte ein. Die Stiftung finanziert sich über Spenden, Aufsichtsrat und Vorstand arbeiten ehrenamtlich. Der 2018 gegründete Förderverein zugunsten der Bürgerstiftung Duisburg unterstützt sie zusätzlich finanziell. Vorsitzender des Vorstandes ist Sebastian Worms, Vorsitzender des Aufsichtsrates Frank Wittig.
Die Bürgerstiftung Duisburg wurde durch ihre „Öffentlichen Bücherschränke“ von DU liest! bekannt. Im ganzen Stadtgebiet kann man sich ohne Registrierung und kostenlos an über 30 Standorten an den Bücherschränken bedienen. Die Duisburger Bevölkerung spendet dafür die Bücher. In Nordrhein-Westfalen ist somit Duisburg die Stadt mit den meisten öffentlichen Bücherschränken.

## Auszeichnungen
- 2013 erhielt die Bürgerstiftung Duisburg den Bürgerstiftungs-Preis der Nationalen Stadtentwicklungspolitik ausgelobt vom Bundesministerium für Verkehr, Bau und Stadtentwicklung gemeinsam mit den Ländern, den kommunalen Spitzenverbänden und dem Bundesverband Deutscher Stiftungen.[5]